# 朴慶秀
朴慶秀（韓語：박경수，1969年1月25日—），或译朴倞秀，韓國電視劇編劇。

## 作品

### 電視劇
- 1999年：SBS《KAIST》
- 2006年：MBC《我人生的Special》
- 2007年：MBC《太王四神記》
- 2012年：SBS《追擊者 THE CHASER》
- 2013年：SBS《黃金帝國》
- 2014年：SBS《Punch》
- 2017年：SBS《悄悄話》
- 2024年：Netflix《政壇旋風》

## 獲獎
- 2013年：第49屆百想藝術大賞－TV部門 劇本賞《追擊者 THE CHASER》
- 2015年：第51屆百想藝術大賞－TV部門 劇本賞《Punch》

## 外部連結
- 朴慶秀在NAVER上的资料